# دارلي دي باولا
دارلي دي باولا (بالإسبانية: Darly Zoqbi) مواليد 25 أغسطس 1982 في البرازيل، هي لاعبة كرة يد إسبانية تلعب كحارس مرمى. مثلت كل من منتخب البرازيل لكرة اليد للسيدات ومنتخب إسبانيا لكرة اليد للسيدات. شاركت في دورة الألعاب الأولمبية الصيفية سنة 2004.

## سجل المنافسة
شاركت في البطولات التالية:
- الألعاب الأولمبية الصيفية 2016
- بطولة العالم لكرة اليد للسيدات 2015

## روابط خارجية
- دارلي دي باولا على موقع الاتحاد الأوروبي لكرة اليد (الإنجليزية)
- دارلي دي باولا على موقع اللجنة الأولمبية الدولية (الإنجليزية)
- دارلي دي باولا على موقع أوليمبيديا (الإنجليزية)